# Grand Prix 2 na Żużlu 2022
Grand Prix 2 na Żużlu 2022 – cykl turniejów żużlowych, mających wyłonić najlepszych żużlowców do lat 21 na świecie w sezonie 2022. Jest to pierwsza edycja zawodów, od kiedy przemianowano je na Grand Prix 2. W porównaniu do IMŚJ 2021 zmianom nie uległy żadne zasady. 
Medaliści zostaną wyłonieni na podstawie sumy punktów zdobytych w trzech turniejach finałowych, rozegranych w Pradze, Cardiff i Toruniu.
W każdym turnieju finałowym uczestniczy 15 zawodników, którzy zakwalifikowali się fazy finałowej, oraz po 1 zawodniku z tzw. „dziką kartą”.

## Uczestnicy
Pierwszy raz od IMŚJ 2018 stałymi uczestnikami są wyłącznie zawodnicy z Europy. Ponadto 27 maja, podczas pierwszej rundy cyklu, jako "dzika karta" udział wzięła kobieta – Celina Liebmann. Był to pierwszy przypadek w historii dyscypliny, gdzie kobieta wystartowała w zawodach rangi mistrzostw świata.
Podobnie jak w cyklu Grand Prix, uczestnicy mieli prawo wyboru własnego numeru startowego.
| Stali uczestnicy | Stali uczestnicy | Stali uczestnicy |
| ---------------- | ---------------- | --- |
| Polska           | 5                | (515) Jakub Miśkowiak, (47) Wiktor Lampart, (108) Mateusz Świdnicki, (842) Mateusz Cierniak, (505) Wiktor Przyjemski |
| Czechy           | 3                | (201) Jan Kvěch, (717) Daniel Klíma, (44) Petr Chlupáč                                                               |
| Dania            | 3                | (196) Kevin Juhl Pedersen, (408) Jonas Knudsen, (92) Benjamin Basso                                                  |
| Szwecja          | 2                | (43) Casper Henriksson, (118) Gustav Grahn                                                                           |
| Łotwa            | 1                | (2) Francis Gusts |
| Finlandia        | 1                | (281) Timi Salonen                                                                                                   |

### Dzika karta i rezerwowi toru
| Lp. | Runda   | Dzika karta           | Rezerwowy 1     | Rezerwowy 2    |
| --- | ------- | --------------------- | --------------- | -------------- |
| 1   | Praga   | Celina Liebmann       | Matous Kamenik  | Bruno Belan    |
| 2   | Cardiff | Leon Flint            | Drew Kemp       | Jason Edwards  |
| 3   | Toruń   | Krzysztof Lewandowski | Celina Liebmann | Mateusz Affelt |

### Stali rezerwowi
|    | Nr  | Zawodnik            |
| -- | --- | ------------------- |
| R1 | 27  | Tom Brennan         |
| R2 | 127 | Keynan Rew          |
| R3 | 33  | Norick Blödorn      |
| R4 | 38  | Ernests Matjušonoks |
| R5 | 111 | Eber Ampugnani      |

## Kalendarz
| Lp. | Data        | Miejscowość | Zwycięzca        |
| --- | ----------- | ----------- | ---------------- |
| 1   | 27 maja     | Praga       | Mateusz Cierniak |
| 2   | 14 sierpnia | Cardiff     | Mateusz Cierniak |
| 3   | 30 września | Toruń       | Jakub Miśkowiak  |

## Klasyfikacja końcowa
Stan na 30 września 2022
| Lp. | Zawodnik                    | Rok ur. | 1. finał | 2. finał | 3. finał | Suma |
| --- | --------------------------- | ------- | -------- | -------- | -------- | ---- |
| 1   | (842) Mateusz Cierniak      | 2002    | 20       | 20       | 16       | 56   |
| 2   | (201) Jan Kvěch             | 2001    | 14       | 14       | 11       | 39   |
| 3   | (515) Jakub Miśkowiak       | 2001    | 10       | 8        | 20       | 38   |
| 4   | (47) Wiktor Lampart         | 2001    | 8        | 11       | 18       | 37   |
| 5   | (92) Benjamin Basso         | 2001    | 9        | 16       | 12       | 37   |
| 6   | (196) Kevin Juhl Pedersen   | 2001    | 4        | 18       | 5        | 27   |
| 7   | (44) Petr Chlupáč           | 2002    | 16       | 4        | 4        | 24   |
| 8   | (108) Mateusz Świdnicki     | 2001    | 7        | 1        | 14       | 22   |
| 9   | (16, 27) Tom Brennan        | 2001    | –        | 12       | 10       | 22   |
| 10  | (2) Francis Gusts           | 2003    | 18       | 0        | –        | 18   |
| 11  | (408) Jonas Knudsen         | 2001    | 11       | 3        | 1        | 15   |
| 12  | (281) Timi Salonen          | 2001    | 12       | –        | 2        | 14   |
| 13  | (118) Gustav Grahn          | 2004    | 5        | 7        | –        | 12   |
| 14  | (43) Casper Henriksson      | 2004    | 6        | 2        | 3        | 11   |
| 15  | (16) Leon Flint             | 2003    | –        | 10       | –        | 10   |
| 16  | (505) Wiktor Przyjemski     | 2005    | 0        | –        | 9        | 9    |
| 17  | (16) Norick Blödorn         | 2004    | –        | 9        | –        | 9    |
| 18  | (27) Keynan Rew             | 2003    | –        | –        | 8        | 8    |
| 19  | (717) Daniel Klíma          | 2002    | 2        | 0        | 6        | 8    |
| 20  | (512) Krzysztof Lewandowski | 2005    | –        | –        | 7        | 7    |
| 21  | (18) Jason Edwards          | 2002    | –        | 6        | –        | 6    |
| 22  | (118) Drew Kemp             | 2002    | –        | 5        | –        | 5    |
| 23  | (16) Celina Liebmann        | 2001    | 3        | –        | 0        | 3    |
| 24  | (18) Bruno Belan            | 2006    | 1        | –        | –        | 1    |
| 25  | (17) Matous Kamenik         | 2006    | 0        | –        | –        | 0    |